# Dimlundfly
Dimlundfly, Polia nebulosa är en fjärilsart som beskrevs av Johann Siegfried Hüfnagel 1767. Dimlundfly ingår i släktet Polia och familjen nattflyn, Noctuidae.Arten  har livskraftiga, LC, populationer i både Sverige och Finland. Inga underarter finns listade i Catalogue of Life.

## Bildgalleri

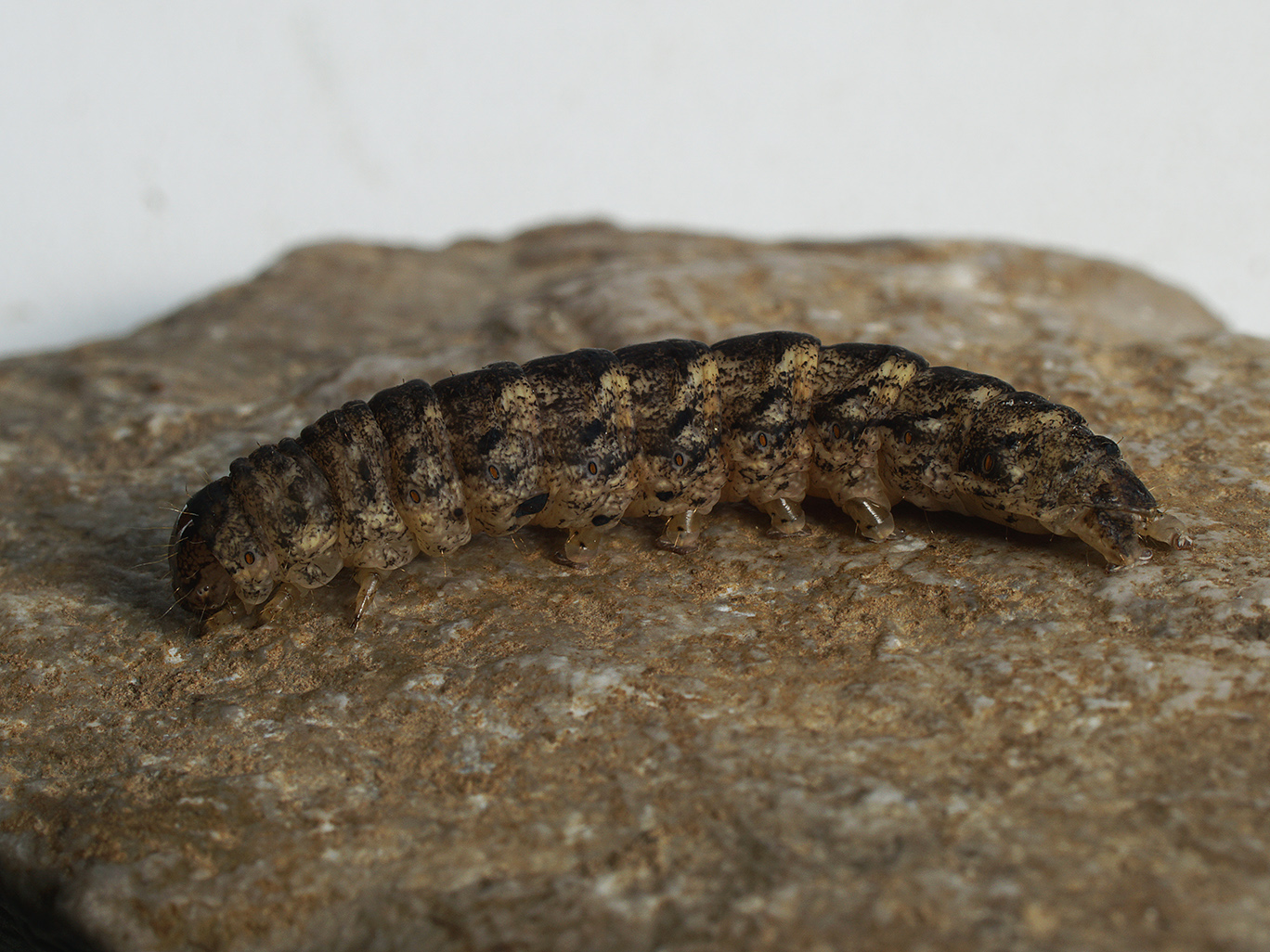
Fjärilens larv
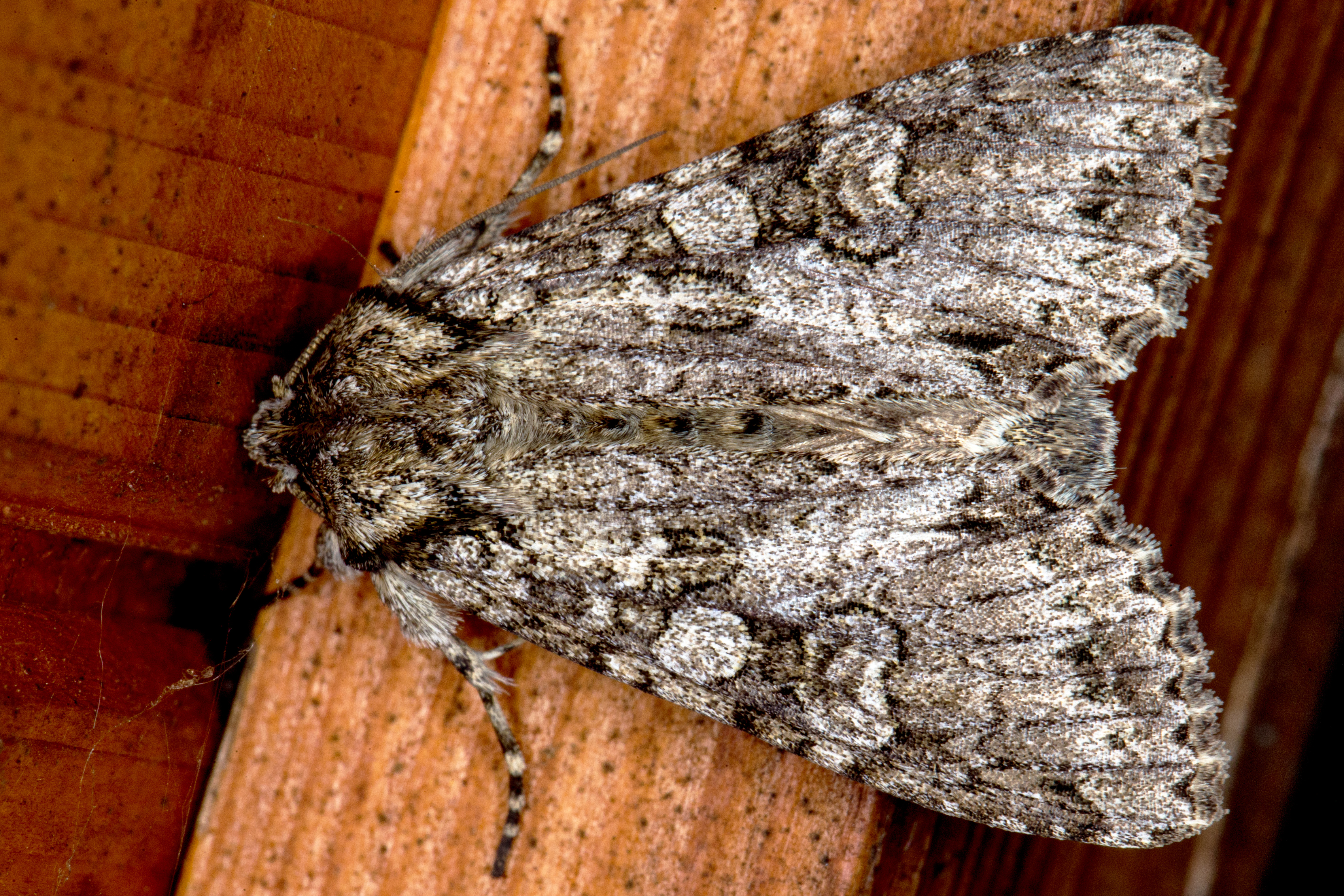
Imago fjäril
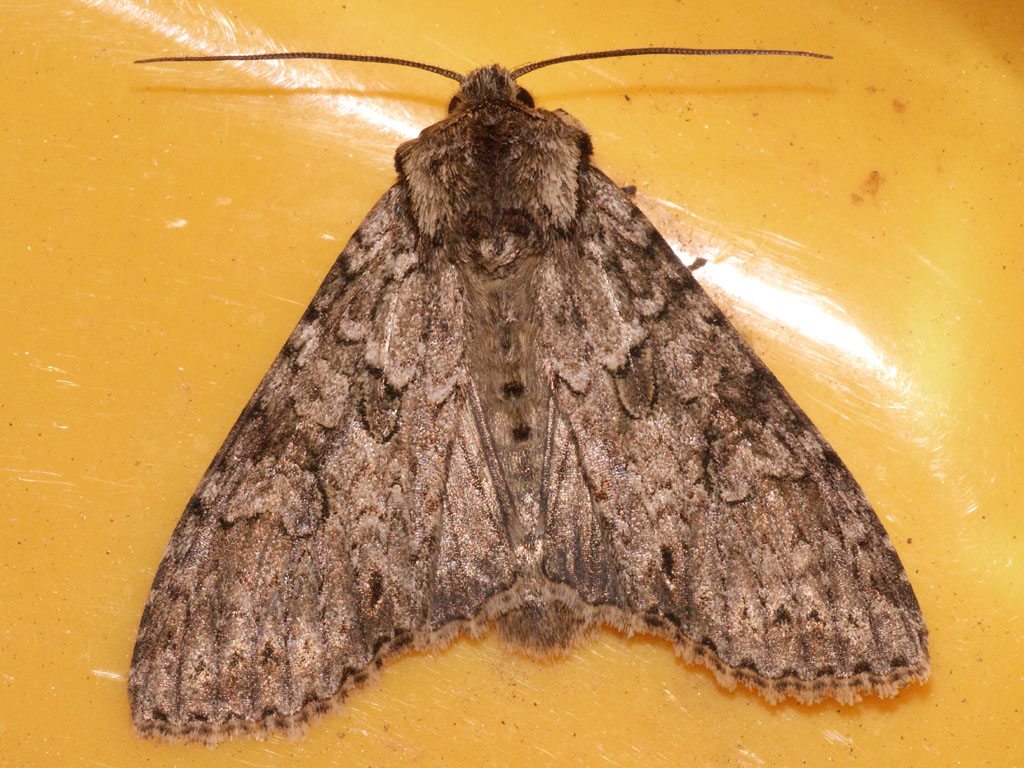
Imago fjäril
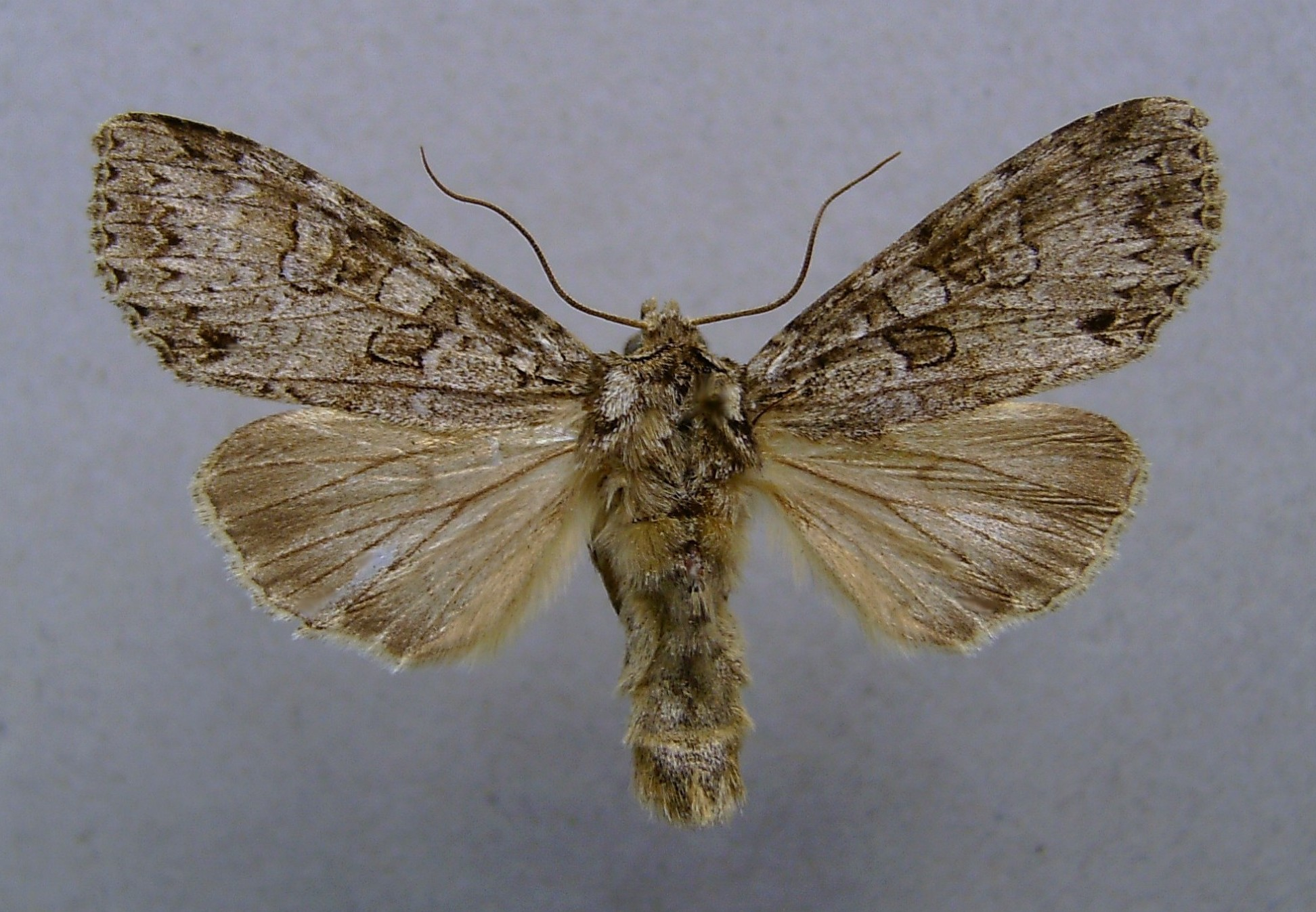
Preparerad (uppnålad) imago fjäril